# Planets
Planets es una partida situada al este del término municipal de Jalón, en la comarca de la Marina Alta, provincia de Alicante.

## Límites
Planets limita al norte con la partida del Pla del Horta, al sur con la de Benibrai, al este el Riachuelo de Cuta y al oeste el casco urbano de Jalón. La carretera de Llíber es el hito que separa Planets del Pla del Horta, y la carretera de Benisa marca la divisoria entre Planets y Benibrai. Y es, precisamente, el sector de confluencia de estas dos partidas uno de los más activos económicamente de Jalón, debido a la concentración de empresas inmobiliarias o promotoras y de materiales de construcción.

## Situación actual
Planets se encuentra en la misma situación que la partida vecina de Benibrai: ambas constituyen el ámbito natural de la expansión del casco urbano. Muchas de las antiguas tierras de cultivo -como es el caso del Pla de les Eres- se han transformado en solares a medida que la demanda de suelo urbano ha ido aumentando a causa del crecimiento demográfico de Jalón. La mayor parte de las industrias de Jalón se han acomodado al extremo sur de esta partida.
- Datos: Q21042867